# Neptunia gracilis
Neptunia gracilis är en ärtväxtart som beskrevs av George Bentham. Neptunia gracilis ingår i släktet Neptunia och familjen ärtväxter. Inga underarter finns listade i Catalogue of Life.

## Bildgalleri

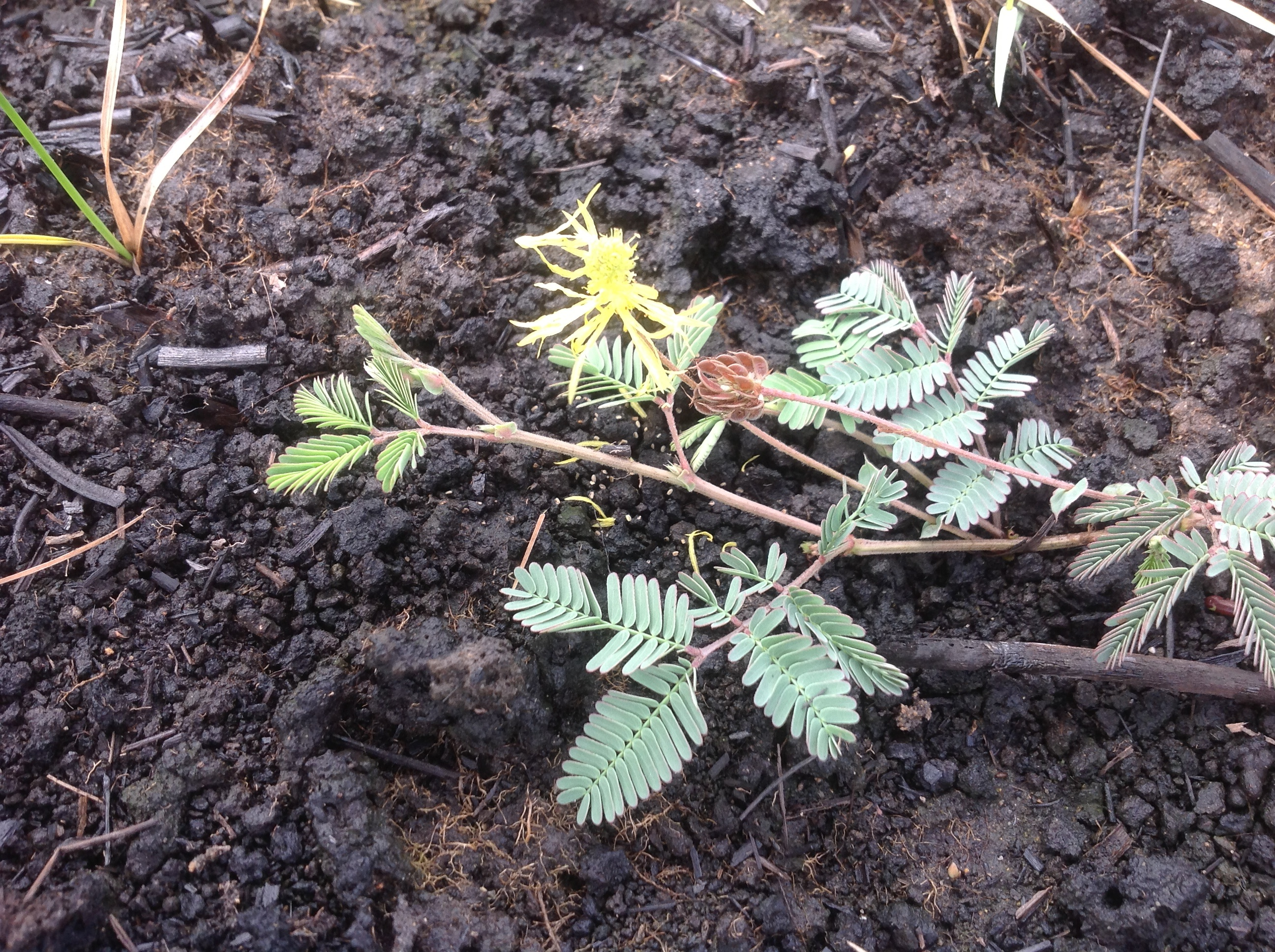
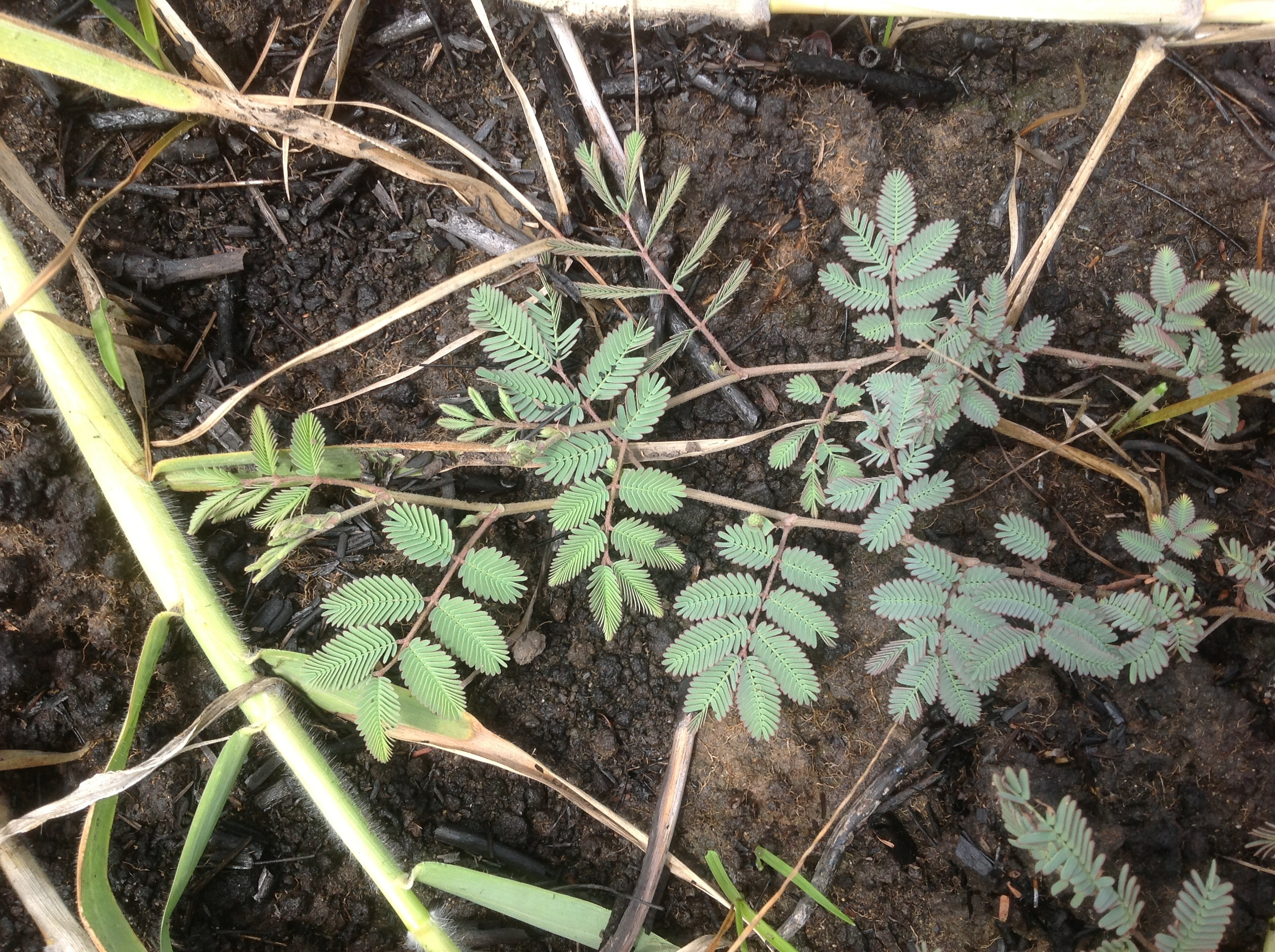
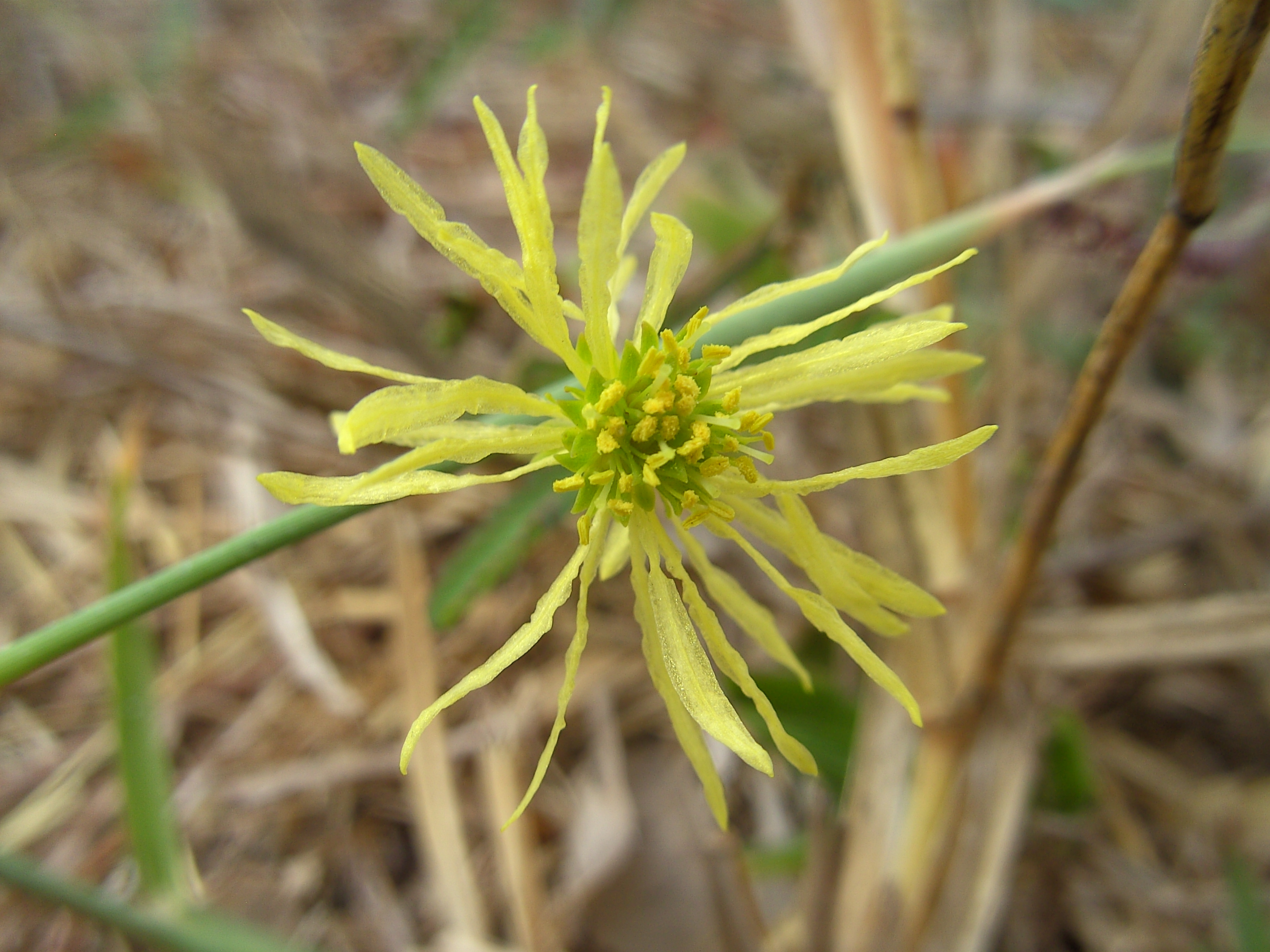